# Wilkin Castillo
Wilkin Castillo (nacido el 1 de junio de 1984 en Baní) es un Receptor dominicano que actualmente es un agente libre. Además ha jugado en Grandes Ligas para Cincinnati Reds en los años 2008 y 2009, regresó a la gran carpa en el año 2019 con los Miami Marlins. 
Castillo es un utility player ambidextro. En las ligas menores, Castillo ha jugado prácticamente en todas las posiciones excepto lanzador.

## Carrera
Castillo fue originalmente firmado como amateur en 2002 por los Diamondbacks de Arizona.
En 2007, jugó en Doble-A para Mobile BayBears. En 109 partidos, tuvo un promedio de bateo de.302. Su contrato fue comprado por los Diamondbacks el 20 de noviembre de 2007. En 2008, fue nombrado el prospecto número 14 de la organización de los Diamondbacks.
El 14 de agosto de 2008, Castillo fue enviado a los Rojos de Cincinnati como parte del canje de Adam Dunn, que se llevó a cabo el 11 de agosto. El 31 de agosto, fue llamado a Grandes Ligas.
Comenzó la temporada 2009 en Triple-A con Louisville Bats después de no poder ganarse un lugar en el roster de los Rojos. El 20 de junio, Castillo fue llamado a los Rojos de Cincinnati.
Después de la temporada 2010, Castillo se convirtió en agente libre de ligas menores. Firmó un contrato de ligas menores con una invitación a los entrenamientos de primavera con los Bravos de Atlanta.
El 16 de diciembre de 2011, Castillo firmó un contrato de ligas menores con los Rockies de Colorado.
El 21 de noviembre de 2012, Castillo firmó un contrato de ligas menores con los Dodgers de Los Ángeles. Los Dodgers lo liberaron al final de los entrenamientos de primavera.
El 24 de mayo de 2013, Castillo fue firmado por Vaqueros Laguna de la Liga Mexicana. En 51 partidos bateó para promedio de .378 (185-70), conectó 14 dobles, 1 triple y 6 cuadrangulares, además de remolcar 28 carreras y estafarse 6 bases en 7 intentos.
En 2014 Castillo firma con los Toros de Tijuana de la Liga Mexicana. El 28 de mayo del mismo año es cambiado a los Broncos de Reynosa.
En 2015 juega con para la sucursal Triple A de los Pittsburgh Pirates donde apenas vio acción en 21 encuentros.
En 2016 juega en las sucursales Triple A y Doble A de los Toronto Blue Jays, en total participó en 51 encuentros.
En 2017 juega en la sucursal Triple A y Doble A de los New York Yankees.
En 2018 regresa nuevamente  con los New York Yankees, y participa en 41 encuentros en su sucursal Triple A.
En 2019 juega en la sucursal Triple A de los Miami Marlins, y logra regresar a las Grandes Ligas de Béisbol, tras casi diez años desde su último partido en el año 2009.

## Carrera en la LIDOM
Wilkin Castillo comienza su carrera en la LIDOM en la temporada 2005-06 con los Tigres del Licey, donde vio poca acción en tres temporadas.
Desde 2008-09 está con los Leones del Escogido y ha sido clave en el éxito del club en sus tres recientes campeonatos (2009-2010), (2011-2012), (2012-2013), (2015-2016). Actualmente, Castillo es el sigue siendo uno de los receptores y capitán de los Leones del Escogido. 